# Usina Hidrelétrica Paulo Afonso I
A Usina Hidrelétrica Paulo Afonso I, que também recebe o nome de PA I, é uma usina hidrelétrica brasileira localizada no estado da Bahia. Implantada no rio São Francisco, pertence ao Complexo Hidrelétrico de Paulo Afonso. A Companhia Hidro Elétrica do São Francisco (Eletrobras Chesf) é a proprietária da geradora de energia.

## Características
A hidrelétrica entrou em funcionamento em dezembro de 1954, contando com duas unidades geradoras, com potência total de 120 MW.